# Тангара-да-Серра
Тангара-да-Серра (порт. Tangará da Serra) — муниципалитет в Бразилии, входит в штат Мату-Гросу. Составная часть мезорегиона Юго-запад штата Мату-Гроссу. Входит в экономико-статистический микрорегион Тангара-да-Серра. Население составляет 76 655 человек на 2007 год. Занимает площадь 11 565,976 км². Плотность населения — 6,62 чел./км².

## История
Город основан 13 мая 1976 года. 

## Статистика
- Валовой внутренний продукт на 2004 год составляет 516 443 000,00 реалов (данные: Бразильский институт географии и статистики).
- Валовой внутренний продукт на душу населения на 2004 год составляет 7573,00 реала (данные: Бразильский институт географии и статистики).
- Индекс развития человеческого потенциала на 2000 год составляет 0,780 (данные: Программа развития ООН).

## География
Климат местности: субтропический гумидный.